# Hale–Bopp-üstökös

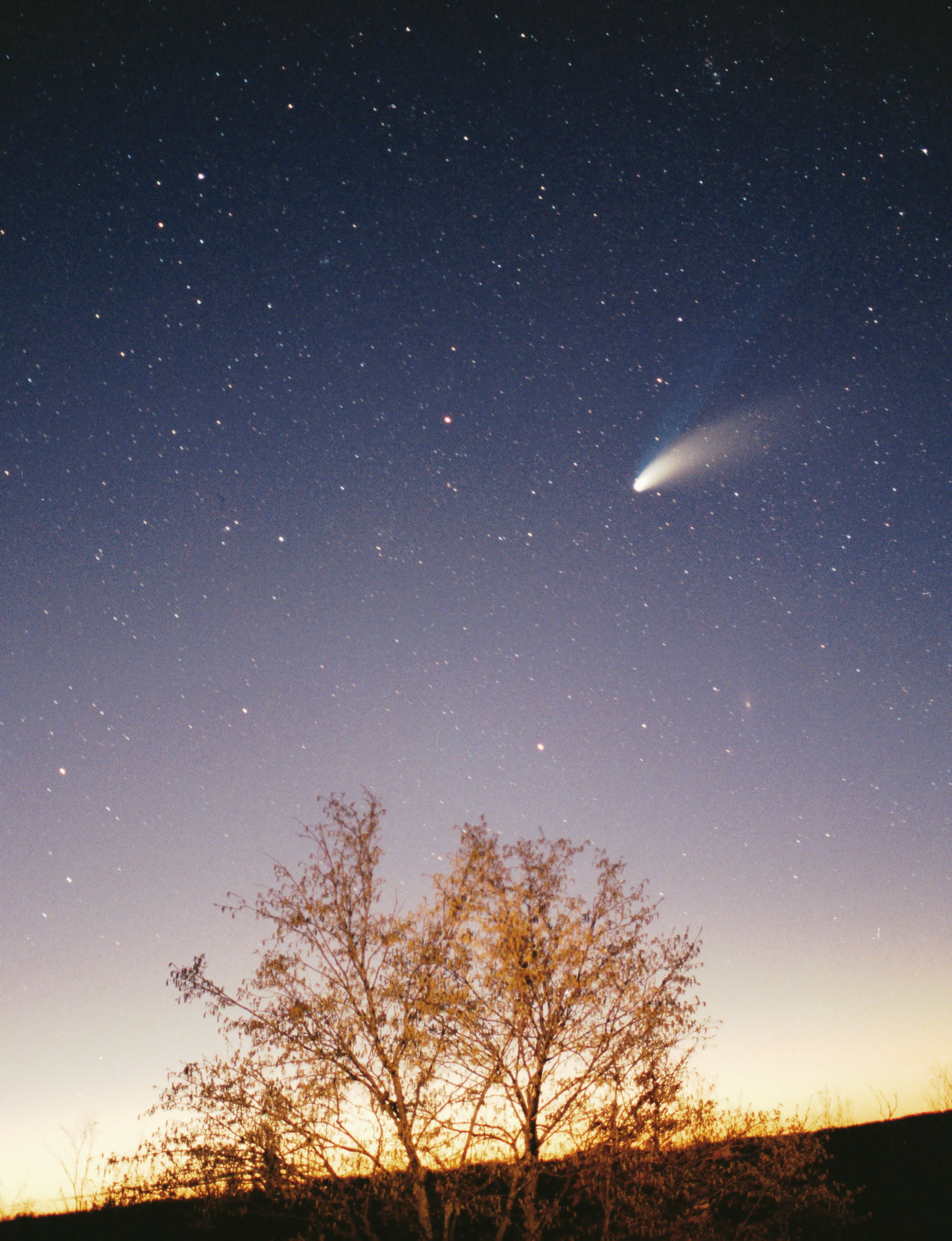
Az üstökös 1997 elején vált látványossá

A Hale–Bopp-üstökös (hivatalos neve C/1995 O1) valószínűleg a 20. század legfényesebb és legjobban megfigyelt üstököse volt. Rekordideig, 18 hónapig volt látható szabad szemmel; a korábbi csúcstartó, az 1811-es nagy üstökös csak feleennyi ideig.
A Hale–Boppot 1995. július 23-án fedezték fel. Akkor még nagy távolságra volt a Naptól, ami már utalt arra, hogy a Nap megközelítésekor nagyon fényes lehet. Az üstökösök fényességét nehéz nagy pontossággal előre jelezni, de a Hale–Bopp elérte vagy meghaladta a várakozások nagy részét, amikor 1997. április 1-jén áthaladt a perihéliumon. Az 1997-es nagy üstökösnek nevezték.

## Felfedezés
Az üstököst két független amerikai megfigyelő fedezte fel, Alan Hale és Thomas Bopp. Hale sok száz órát töltött üstökösök utáni kutatással Új-Mexikóban, de addig egyet sem talált. Ezért ismert üstökösök követésével kezdett foglalkozni. Egyik éjszaka egy 11 magnitúdós objektumot fedezett fel az M70 gömbhalmaz közelében, a Nyilas csillagképben. Hale először meghatározta, hogy az M70 mellett nincs mélyégobjektum, ezután pedig az ismert üstökösök katalógusában keresett tovább. Egyetlen olyan üstököst sem talált, amely az égboltnak ezen részében lett volna. Miután látta, hogy az objektum elmozdult a háttércsillagokhoz képest, e-mailt írt a Csillagászati Táviratok Központi Irodájához.
Bopp nem rendelkezett saját távcsővel. Az arizonai Stanfield közelében figyelte a csillaghalmazokat és galaxisokat az ismerőseivel, amikor az egyikük távcsövével ráakadt az üstökösre. Amikor látta, hogy az M70 mellett nincs mélyégobjektum, rájött, hogy valami újról van szó. Táviraton keresztül vette fel a kapcsolatot Csillagászati Táviratok Központi Irodájával. A következő reggelen megerősítették, hogy új üstökösről van szó, és Hale–Boppnak nevezték el; jelzése C/1995 O1 lett.

## Korai vizsgálatok

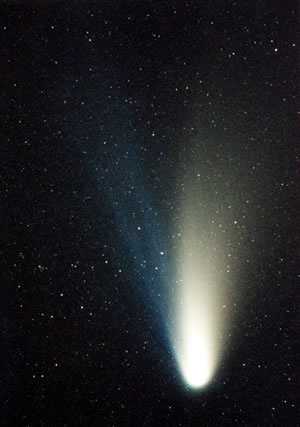
A Hale-Bopp-üstökös a fehér porcsóvával és a kék gázcsóvával

Már korán látszott, hogy a Hale–Bopp nem közönséges üstökös. Kezdetben, mikor kiszámították a pályáját, 7,2 csillagászati egységre volt a Naptól, a Jupiter és a Szaturnusz között. Ez volt az egyik legnagyobb távolság a Földtől, amelyről üstököst fedeztek fel. A legtöbb üstökös ilyen távolságban nagyon halvány, és alig mutat aktivitást, a Hale–Boppnak azonban már megfigyelhető kómája volt. 1993-ban az Anglo–Ausztrál Teleszkóp készített egy felvételt, amin föltűnik az akkor még nem ismert üstökös, 13 CsE-re a Naptól. Ilyen távolságban átlagos üstököst lehetetlen megfigyelni – a Halley-üstökös 50 ezerszer halványabb ebből a távolságból. A vizsgálatok szerint a magnak kb. 50 kilométeres átmérője van, ami háromszor akkora, mint a Halley-é.
A nagy távolsága és szokatlan aktivitása arra utalt, hogy a Hale–Boppnak nagy fényessége lehet az 1997-es perihéliumátvonuláskor. Az üstökösök azonban nagyon kiszámíthatatlanok, és távoli kitörések csökkenthetik is a későbbi fényességüket. Például az 1973-as Kohoutek-üstökösről úgy tartották, hogy az évszázad üstököse lesz.

## Hale–Bopp, a nagy üstökös
A Hale–Bopp 1996 nyarán vált szabad szemmel láthatóvá, és habár a fényessége az év második felében jelentősen lecsökkent, a kutatók még mindig bizakodóak voltak. Decemberben túl közel volt a Naphoz, hogy megfigyelhető legyen, de mikor 1997 januárjában előbukkant, már elég fényes volt ahhoz, hogy bárki észrevehesse akár egy fényszennyezett városból is.
Abban az időben az internet jelentősége növekvőben volt, és számos honlap, amely követte az üstökös haladását, és naponta közölt képeket arról, nagyon népszerű lett. Az internet fontos szerepet játszott a Hale–Bopp iránti, előzmény nélküli közérdeklődés felkeltésében.
Ahogy az üstökös közelített a Nap felé, tovább fényesedett. Februárban elérte a 2 magnitúdót, és két csóvát növesztett: ezek közül a kék a Nappal ellentétes irányba mutatott, a sárgás pedig a pálya mentén húzódott. Március 9-én egy mongóliai és szibériai napfogyatkozás lehetővé tette az üstökös nappali megfigyelését. A Hale–Bopp 1997. március 22-én közelítette meg a legjobban a Földet.
Az üstökös az 1997. április 1-jei perihéliumban fényesebb volt minden csillagnál (a Szíriuszt leszámítva), és a csóvái 30-40°-ra terjedtek ki az égbolton. Esténként már azelőtt észre lehetett venni, hogy az égbolt teljesen besötétedett volna, és míg más nagy üstökösök perihéliumban nagyon közel vannak a Naphoz, a Hale–Bopp egész éjjel látszott az északi félgömb megfigyelői számára.
Ha a Hale–Bopp olyan közel repült volna el a Föld mellett, mint 1996-ban a Hyakutake-üstökös (C/1996 B2), akkor az egész égboltra kiterjedt volna, és fényesebb lett volna, mint a telihold. A legkisebb távolság 1,315 csillagászati egység volt, amiről sok más üstökös teljesen láthatatlan.

## Az üstökös eltávolodik
A perihéliumi átvonulás után az üstökös a déli égboltra haladt át. A déli félgömbről már nem volt annyira látványos, de megfigyelhető volt, amint 1997 nyarán és őszén egyre halványodva eltávolodik. Az utolsó szabad szemes megfigyelést 1997 decemberében jelentették[forrás?], ami azt jelenti, hogy 569 napig (18 és fél hónapig) volt látható szabad szemmel. A korábbi rekordot az 1811-es nagy üstökös tartotta 9 hónappal.
Az STS–93 fedélzetén elhelyezett Southwest Ultraviolet Imaging System (SWUIS) ibolyántúli (UV) tartományban dolgozó, teleszkópos képfeldolgozó (charge-coupled device, CCD) kamerával több mint 400 000 képet készítettek, betekintést kapva az üstökös csóvájának összetételébe.
Az eltávolodás után a csillagászok tovább követték az üstököst. 2005 januárjára a Hale–Bopp távolabb volt a Naptól, mint az Uránusz. Ekkor 21 csillagászati egység volt a távolsága a Földtől, de a nagy távcsövekkel még mindig meg lehetett figyelni: ez alapján még mindig volt különálló csóvája.
A csillagászok véleménye az volt, hogy a nagy teleszkópok még 2020-ig figyelhetik meg az üstököst. A fényessége ekkorra 30 magnitúdó lett, és már nehéz volt megkülönböztetni a hasonló fényességű galaxisoktól.
4385-ben tér vissza a Belső-Naprendszerbe.

## Pályaváltozások
Az üstökös legutóbbi perihéliuma valószínűleg 4200 éve volt. A pályája szinte merőleges az ekliptika síkjára, ami azt jelenti, hogy a bolygómegközelítések ritkák. 1997 márciusában a Hale–Bopp 0,77 csillagászati egységre haladt el a Jupiter mellett, ami elég volt ahhoz, hogy a bolygó gravitációs hatása megváltoztassa a pályáját. Ezzel az üstökös periódusa jelentősen lecsökkent, 2380 év lett, így legközelebb 4380-ban tér vissza a perihéliumba, a Naptól való legnagyobb távolsága (az aphélium) pedig 360 csillagászati egység lesz a korábbi 525 helyett.

## Tudományos eredmények
A csillagászok részletesen tanulmányozták a Hale–Bopp-üstököst a perihéliumátvonulás idején, ami több fontos eredményre vezetett.

### Nátriumcsóva

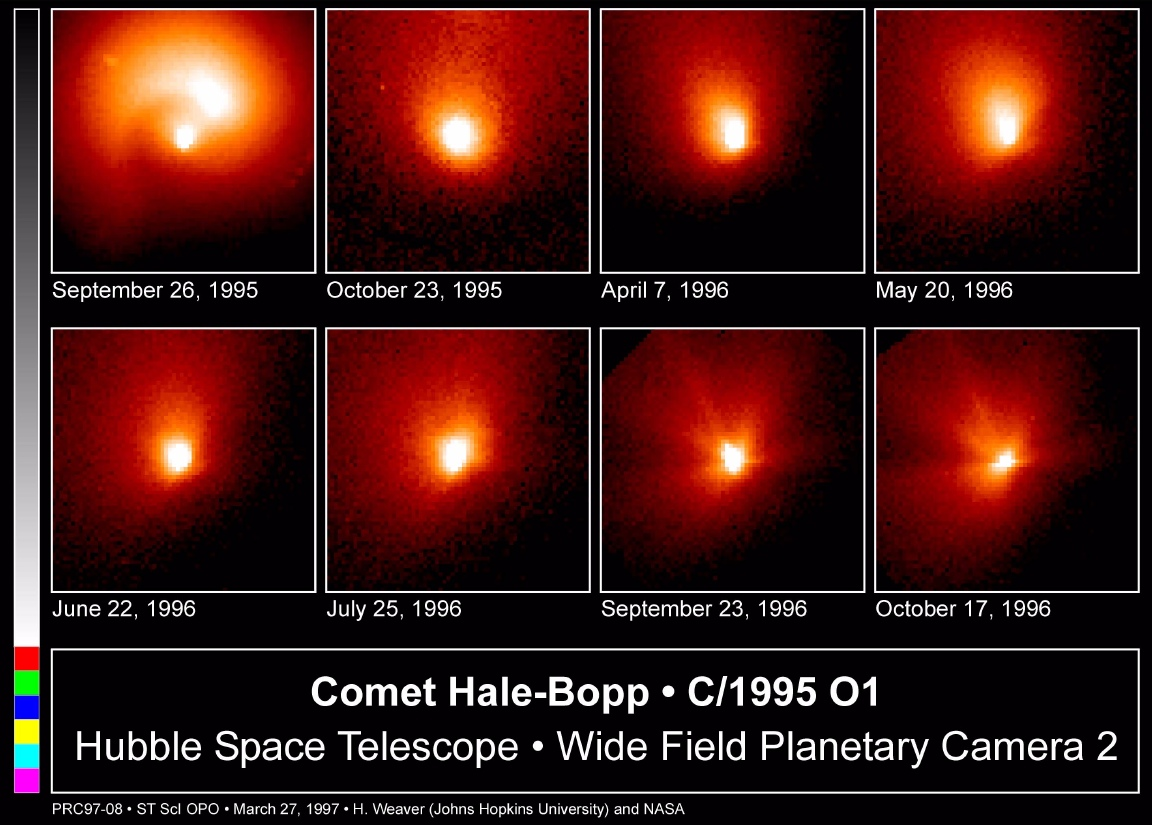
A Hubble-űrtávcső felvétele a Hale–Boppról

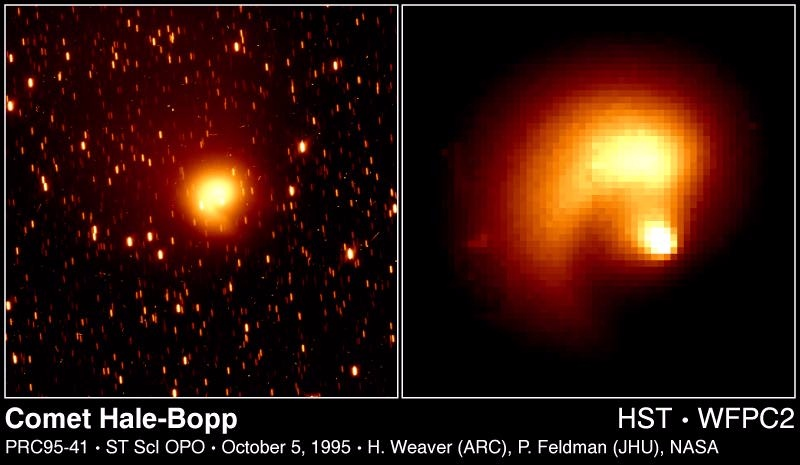
A Hubble-űrtávcső kidobódó anyagot figyelt meg a Hale–Boppnál

Az egyik legfontosabb felfedezés az üstökös harmadik csóvája volt. A jól ismert gáz- és porcsóva mellett a Hale–Bopp halvány nátriumcsóvát is mutatott, ami csak megfelelő szűrőkkel ellátott, érzékeny műszerekkel volt látható. A nátriumkibocsátást már megfigyelték korábbi üstökösöknél, de azok nem alkottak csóvát. A Hale–Bopp nátriumcsóvája semleges atomokból állt, és 50 millió kilométer hosszú volt.
A nátrium forrása látszólag a belső kómában van, nem feltétlenül a magon. Nátriumatomforrás több módon jöhet létre, beleértve a mag körüli porrészecskék ütközését, vagy a nátrium porrészecskékből való kiválását ibolyántúli fény hatására. Még nem létezik egyértelmű magyarázat a Hale–Bopp nátriumcsóvájának eredetére.
Míg az üstökös porcsóvája nagyjából követi az üstökös pályáját, a gázcsóva pedig a Nappal ellentétes irányba mutat, a nátriumcsóva a kettő között húzódik. Ez arra utal, hogy a nátriumatomok sugárnyomás hatására távolodnak el az üstökös fejétől.

### Deutériumgyakoriság
A Hale–Bopp deutériumgyakorisága nehézvíz formájában kétszer akkorának adódott, mint a Föld óceánjaiban. Eszerint habár az üstökösbecsapódások jelentős mennyiségű víz forrását jelentik a Föld számára, nem ez lehet az egyetlen forrás, amennyiben a Hale–Bopp deutériumgyakorisága hasonló más üstökösökéhez.
A deutérium jelenlétét sok más hidrogénvegyületben is észlelték az üstökösben. A deutérium aránya a normál hidrogénhez képest minden vegyületben más, így a csillagászok arra következtethettek, hogy az üstökös jege inkább csillagközi felhőkben alakult ki. A csillagközi jégképződés elméleti modelljei szerint a Hale–Bopp 25–45 K hőmérsékleten jött létre.

### Szerves vegyületek
A Hale-Bopp spektroszkópiai megfigyelései sok szerves vegyületet mutattak ki, amelyek közül többet korábban még nem észleltek üstökösökben. Ezek az összetett molekulák az üstökösmagban létezhetnek, vagy a kómában létrejövő reakciókban jöhetnek létre.

### Forgás
A Hale–Bopp-üstökös aktivitása nem egyenletesen oszlik el a magján, hanem bizonyos pontokon nagy gázkitörések vannak. A kidobódó anyag megfigyelése lehetővé tette a csillagászoknak, hogy megmérjék az üstökös forgási periódusát, ami 11 óra 46 percnek adódott. A forgáson kívül is vannak még periodikus változások néhány napos periódussal, ami szerint az üstökös nem csak egy tengely körül forog.

### Kettős mag
Egy 1999-ben közzétett tanulmány olyan elméletet közölt, ami szerint a Hale–Boppnak kettős magja van. Ez megmagyarázná az üstökös porkibocsátásának megfigyelt pályáját, de nem megfigyelésen alapul, hanem elméleti vizsgálatokon. A két mag átmérője 70, illetve 30 km lehet, és három nap alatt kerülik meg egymást 180 km távolságban.
A megfigyelő csillagászok vitatták az elméletet, és olyan nagy felbontással sem lehetett megfigyelni kettős magot, mint a Hubble-űrtávcsőé. Korábban már figyeltek meg szétdarabolódott üstökösöket, de egyszer sem találtak stabil kettős magot. Az üstökösmag kis tömegét figyelembe véve, a Nap vagy egy bolygó gravitációja könnyen megszakíthatja a kettős mag pályáját.
Adaptív optikai megfigyelések 1997-ben és 1998 elején kettős csúcsot mutattak a magnál. A vita még mindig folytatódik.

## Paranoia és babona
1996 novemberében egy houstoni amatőrcsillagász, Chuck Shramek CCD-felvételt készített az üstökösről, amelyen egy hosszú tárgy látszik a közelben. Nem sikerült azonosítania, és bejelentette, hogy felfedezett egy Szaturnusz-szerű objektumot, amely a Hale–Bopp-üstököst követi. Egyes UFO-hívők hamarosan arra a következtetésre jutottak, hogy földönkívüli űrhajó. Valójában egy egyszerű, 8,5 m fényességű, SAO141894 jelű csillagról volt szó.
Néhány hónappal később, 1997 márciusában a A Mennyország Kapuja (Heaven's Gate) nevű szekta tömeges öngyilkosságra buzdító jelnek tekintette az üstökös megjelenését. Állításuk szerint itthagyják a földi testüket, hogy továbbutazzanak az üstököst követő földönkívüli űrhajóval.